# 노이베스트엔트역
노이베스트엔트역(U-Bahnhof Neu-Westend)은 베를린 샤를로텐부르크빌머스도르프구 베스트엔트에 있는 U2의 역이다.

## 역사
1908년 3월 39일 라이히스칸츨러플라츠역이 개통되었을 시기부터 도이체스 슈타디온 방면으로의 지하철 노선 연장이 진행 중이었고, 1913년 바로 다음 역인 슈타디온역이 개통되었다. 노선 건설 당시 선시공부는 마련되어 있었으나, 건설 당시 연선 인구가 많지 않았기 때문에 역 건설은 진행되지 않았다. 계획 당시 역명은 라이히스슈트라세(Reichsstraße)역이었다. 원래 계획 및 건축 허가상에서는 1918년 4월 1일까지 역을 완공할 예정이었다. 그러나 제1차 세계 대전으로 인하여 노이베스트엔트 택지 개발도 지연되면서 역 건설 역시 지연되었다.
종전 이후 호흐반게젤샤프트에서는 재정적인 및 정치적 위기에도 불구하고 역 공사를 재개했다. 역 설계자는 알프레드 그레난데르였다. 제1차 세계 대전 이전에 비해서 가용 예산이 줄어들었기 때문에 역사 내부 장식에 돈을 많이 들일 수 없었으며, 113 m 길이 섬식 승강장에 역사 외벽은 녹색으로 칠하는 것으로 마감되었다. 당시의 유일한 출입구는 슈토이벤플라츠(Steubenplatz)/프로이센알레(Preußenallee) 교차점 방면으로만 개설되어 있었고, 놀렌도르프플라츠역에 설치되어 있었던 출입구 진입부를 이전해 왔다. 해당 진입부는 1910년 쇠네베르크 도시철도 건설 당시에 놀렌도르프플라츠역에 사용되었으며, 놀렌도르프플라츠역의 통합 역사가 건설되면서 출입구가 철거되었다. 1922년 5월 20일에 개통되었고, 개통 이후 슈타디온역 방면 열차가 정규 운행을 시작했다.
1936년 하계 올림픽을 준비하면서 역 북서쪽에 올림피셰 슈트라세(Olympische Straße) 방면 출입구가 개설되었다. 동쪽 출입구와 비슷한 디자인을 사용했으나 출입구 상부에 조명이 설치되지 않았고, 디테일은 간략화된 형태로 건설되었다. 제2차 세계 대전으로 인한 피해도 크게 입지 않았고, 1945년 4월 25/26일부터 5월 16일까지만 운행이 중단되었다.
1986년부터 1987년까지 역 개보수공사가 진행되었고, 출입구 진입부는 디자인이 변경되지 않았다. 1986년 초에는 신규 조명 시설이 설치되었고, 그 해 여름과 가을에는 역사 외벽에 새로운 녹색 세라믹 패널을 설치했다. 이 과정에서 새로운 역명판이 설치되었다.
1990년 3월부터 1991년 7월 3일까지 역 서쪽에 인상선 공사가 진행되었다. 정확한 설치 근거는 알려지지 않았으나, 독일의 재통일로 인하여 동베를린에서 사용한 지하철 차량을 유치할 공간이 필요했고 바르샤우어 슈트라세역 근처 기지의 복구 일정이 정해지지 않은 상태였다. 2007년 3월 비용 절감을 위해서 인상선이 철거되었다가, 2019년 5월 재건축이 시작되어 2019년 12월 12일에 재가동을 시작했다.
2003년 말부터 엘리베이터 설치가 계획되어 있었다. 2023년 현재에도 엘리베이터가 설치되어 있지 않다.

## 인접 철도역
베를린 버스 143, 349번과 환승할 수 있다.
| 베를린 지하철 2호선          | 베를린 지하철 2호선 | 베를린 지하철 2호선            |
| ---------------------------- | ------------------- | ------------------------------ |
| 올림피아슈타디온 룰레벤 방면 | U2                  | 테오도어호이스플라츠 팡코 방면 |